# Константин Тотев
Константин Христов Тотев е български архитект и баскетболен играч.

## Биография
Константин Тотев е роден през 1927 г. във Велико Търново. Баща му Христо Тотев също е архитект и е един от основателите на архитектурно бюро в града. Константин Тотев почива през 2006 г. в София.

## Баскетболна кариера
Константин организира баскетболен отбор, който става втори в България. На европейско първенство по баскетбол в Париж през 1951 г. отборът постига изключителен успех и стига до финалите на турнира. На Олимпиадата в Хелзинки през 1952 г. отборът заема седмо място.
- капитан на „Етър“ в периода 1945 – 1947
- капитан на ЦСКА в периода 1948 – 1960
- капитан на Националния отбор по баскетбол в периода 1950 – 1960

## Кариера
Константин Тотев работи върху проектирането на сгради за химическата промишленост в Германия в град Хале. Константин Тотев заедно с български специалисти изгражда спортен комплекс в Тунис. Тотев участва в изграждането на Стадион „Ивайло“ и ДКС „Васил Левски“ в родния си град.

## Признания
- Почетен гражданин на Париж
- Почетен гражданин на Варшава
- Почетен гражданин на София
- Почетен гражданин на Велико Търново